# Toussaint Franchi
Pour les articles homonymes, voir Franchi.
Toussaint Franchi est un médecin et homme politique français né le 27 mai 1893 à Ota (Corse-du-Sud) et mort le 12 octobre 1968 à Marseille.

## Biographie
Après avoir obtenu son baccalauréat au Lycée Thiers à Marseille, Toussaint Franchi étudie le droit, mais décide ensuite d’étudier la médecine. 
Fin 1913 - début 1914, Marcel Pagnol, encore mineur, fonde la revue Fortunio (revue) avec l'aide d'étudiants, parmi lesquels Toussaint Franchi, qui devient le directeur en nom. Franchi publie dans cette revue une nouvelle : A propos de bottes
Pendant la guerre 1914-18, Franchi est médecin dans l'armée. 
En 1926, il obtient son doctorat en médecine à la faculté de Montpellier avec la thèse : Contribution à l'étude des psychoses menstruelles dans le cas d'utérus fibromateux et il devient interne des hôpitaux de Marseille. 
En 1927, il est candidat aux élections à Marseille sur la liste d'Alliance Républicaine. Conseiller municipal de Marseille, il est délégué de l'Hygiène. En 1938, il est arrêté et écroué pour avoir fourni un faux certificat de maladie à un faux réformé. Il est au moment de son arrestation président du cercle socialiste du onzième canton de Marseille.
En 1939, il succède, en tant que député, à Henri Tasso, qui vient d'être élu au Sénat, comme député SFIO des Bouches-du-Rhône. Le 10 juillet 1940, il vote les pleins pouvoirs au maréchal Pétain, motivant son vote par une remarque que, par manque d'un avis de son parti, il suit la majorité des députés socialistes des Bouches-du-Rhône. Il soigne pendant la guerre les résistants et il donne des certificats falsifiés aux conscrits réfractaires. Il n'a jamais eu de contact avec le gouvernement de Vichy, mais sans un engagement marqué dans la Résistance, il est déclaré inéligible en 1945. 
Réintégré éligible par le Conseil National en 1950, il retrouve un poste d'adjoint au maire de Marseille en 1953. Il est réélu en 1959 et 1965.